# 村瀬玄
村瀬 玄（むらせ げん、1881年（明治14年）7月12日 - 1963年（昭和38年）5月6日）は、日本の会計学者。元東京商科大学（現・一橋大学）附属商学専門部教授。日本会計学会発起人。

## 人物・経歴
愛知県出身。1899年愛知県名古屋商業学校（現・名古屋市立名古屋商業高等学校）卒業、同校嘱託教員。1903年東京高等商業学校（現・一橋大学）附属商業教員養成所卒業。1923年ペンシルベニア大学ウォートン・スクール卒業、MBA（経営学修士）。
熊本県立商業学校（現・熊本県立熊本商業高等学校）教諭時代の教え子に、のちに同僚になる堀潮がいた。小倉市立小倉商業学校（現・福岡県立小倉商業高等学校）校長を経て、小樽高等商業学校（現・小樽商科大学）教授在任中、1921年から1924年までイギリス、アメリカ合衆国、ドイツ帝国に留学。1925年勲六等瑞宝章受章。
1926年東京商科大学（現・一橋大学）附属商学専門部教授兼同大学事務官。1932年日本会計学会発起人。1933年東京商科大学附属商業教員養成所主事事務取扱。1936年叙従四位。1941年紀元二千六百年祝典記念章受章。1943年叙正四位。
英語に堪能で、連合国軍占領下の日本において連合国軍最高司令官総司令部（GHQ）に対し日本の企業会計説明を行ったり、依頼を受けGHQに企業会計原則の英訳を行うなどした。
1948年会計士管理委員会委員。1949年公認会計士審査会委員。1950年企業会計基準審議会委員。1952年企業会計審議会委員。1953年公認会計士審査会（第2次）試験委員。
千葉商科大学教授、大妻女子専門学校（現・大妻女子大学）教授、成城大学教授、企業会計制度対策調査会委員、安田保善社嘱託、早稲田大学講師、津田スクール・オブ・ビジネス講師などを歴任し、日本大学教授在任中の1963年に死去した。

## 著書
- 『最新商業簿記』（竹内正太郎と共著）実業之日本社 1903年
- 『工業会計の常識』千倉書房 1931年
- 『損益計算論』森山書店 1932年
- 『会計学提要 第1分冊』敬文堂書店 1938年
- 『会計学提要 第2分冊』敬文堂書店 1938年
- 『工業会計の常識 新訂』千倉書房 1939年
- 『新商業簿記 改稿』松邑三松堂 1939年
- 『會計學提要 再版』敬文堂書店 1940年
- 『工業会計入門』千倉書房 1943年
- 『英文簿記提要』新思潮社 1948年
- 『実践英文簿記』新思潮社 1949年
- 『新らしい銀行簿記』中央経済社 1953年
- 『英文簿記用語解説』中央経済社 1953年
- 『簿記論』財務経理協会 1956年
- 『工業簿記』財務経理協会 1956年
- 『英文簿記用語解説 新訂』中央経済社 1958年
- 『英和和英会計用語辞典』（中島省吾と共著）中央経済社 1960年
- 『簿記論 新訂版』税務経理協会 1962年
- 『英文簿記提要 改訂版』（若月正義校訂）新思潮社 1978年